# 爪哇扁魟
爪哇扁魟是扁魟科扁魟屬的一種軟骨魚，現有資訊完全來自一尾在印尼爪哇島海域發現，長約34公分的雌魚。其體盤的長度稍大於寬度，背面大致呈棕色，尾刺前方有一枚低矮的背鰭。其棲地面臨沉重的捕撈與破壞壓力，自1862年被捕獲後再無任何紀錄，已於2023年由國際自然保護聯盟（IUCN）評定為滅絕物種。

## 研究歷史
爪哇扁魟的唯一紀錄為其模式標本，是動物學家馬滕斯，於1862年7月從當時荷屬東印度首府巴達維亞（今雅加達）一座漁市購入的雌魚，現保存於柏林自然博物館（館藏編號：ZMB 5301）。1864年4月，馬滕斯在普魯士科學院的例行大會上發表這件標本，並將其歸為鷂扁魟屬。當時這個屬僅含昆士蘭鷂扁魟一種，而新標本在體色、尾刺數量、眼眶與呼吸孔形態等方面都有別於昆士蘭鷂扁魟，因此馬滕斯將之視為一個新物種，並以巴達維亞所在的爪哇島命名為爪哇鷂扁魟（Trygonoptera javanica）。
1870年，動物學家甘瑟將鷂扁魟屬視作扁魟屬的同物異名，爪哇鷂扁魟因而被移至扁魟屬，成為爪哇扁魟（Urolophus javanicus）。但這項改動並未立即廣獲採納，在往後的數十年間，仍有學者將鷂扁魟屬與扁魟屬視作獨立的兩個屬，但也有包含馬滕斯在內的學者，將鷂扁魟屬改為扁魟屬的一個亞屬。直到1990年代的一系列形態修訂，才將鷂扁魟屬再度分出扁魟屬，而爪哇扁魟因形態有別於鷂扁魟屬（如鼻孔外緣不像鷂扁魟屬具有發達的肉褶），仍普遍被視為扁魟屬的成員，故未再被移入鷂扁魟屬。

## 形態描述

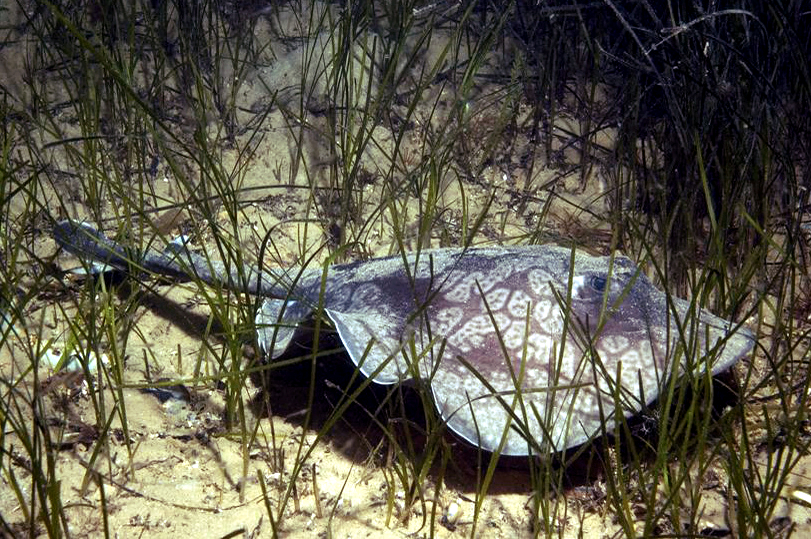
澳洲南部沿海的巨斑扁魟在外形上最接近爪哇扁魟，但其體型遠大於爪哇扁魟，體色也截然不同

爪哇扁魟的模式標本全長33.8公分，尚無法確認其是否已臻性成熟。體盤呈圓形，體盤的長度稍大於寬度；吻頂端呈鈍角，模式標本則有一個小缺角，但後者可能不是本種的典型形態。頭部較短，長度約為全長的30%。眼睛小，眼眶長度僅有吻長的15%。眼後方具有邊緣完整、呈逗號狀的大型呼吸孔。鼻孔呈新月形；鼻瓣寬度約為全長的6%，後緣略呈流梳狀。口寬闊而呈弓形，口底有大約十枚乳突。上頜約有30顆牙，牙齒小而排列緊密，每顆牙皆有一道橫嵴。腹鰭呈圓角矩形。尾長約為體盤長的80%，尾部約中間處有一枚低矮的半心形背鰭，背鰭後方緊貼著一根毒刺，毒刺兩側各有20個小鋸齒。尾鰭短而圓，尾鰭上葉較下葉的起點靠後。
爪哇扁魟的體表光滑，不具盾鱗，但體盤背面的中央有微小的白色突起。背面呈深褐色，密布深淺不一的模糊斑塊，或為長期浸泡酒精所致；腹面為稍帶有紅色調的淺灰色。

## 分布與生態
從19世紀漁船的航行能力與捕撈技術研判，爪哇扁魟的模式標本來自爪哇海，距離雅加達海岸很可能不出40公里，與摩鹿加群島的卡伊扁魟並列為印尼唯二的扁魟科魚類，兩者的分布範圍應不重疊。科學家對其確切分布範圍、偏好的環境與深度均知之甚少，但可能非常侷限。按照其他扁魟科物種的繁殖模式，爪哇扁魟應為無胎盤之胎生魚類，妊娠期長，每胎產下的幼魚數量相當少。

## 保育現況

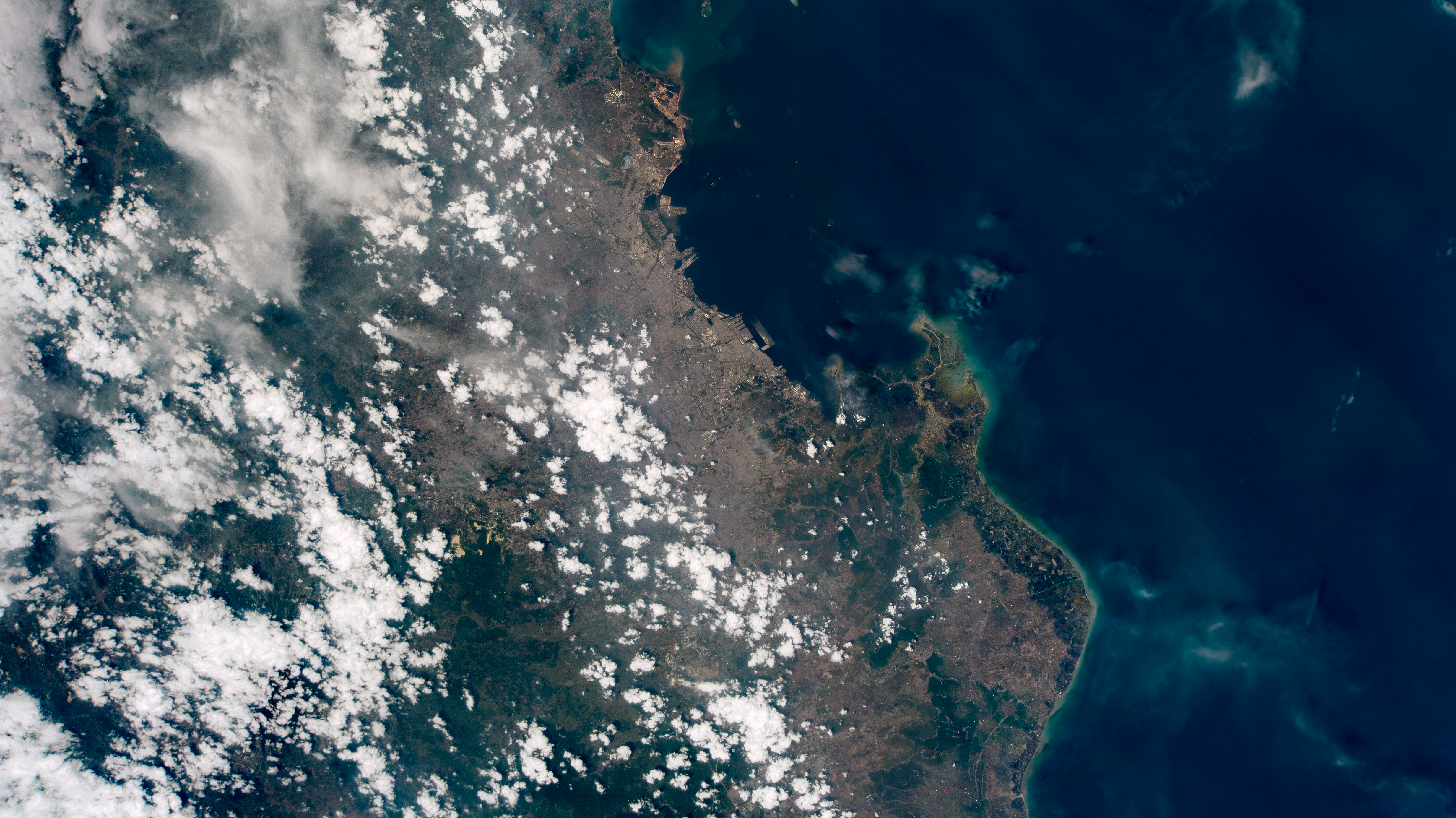
2022年的雅加達灣與鄰近海域，明顯可見雅加達灣有多個填海造陸的工程

爪哇扁魟自1862年被首次發現以來，就再也沒有其他紀錄，也因此未受任何保護。早在19世紀末，爪哇海沿岸的底棲漁獲量便已持續下降，而在20世紀結束前，印尼的總捕撈量已經超過最大持續生產量，但印尼政府迄今對近海漁撈仍甚少管制，漁業政策亦仍著重增進捕撈能力。印尼素為魟魚的捕撈大國，當地的魟魚或被針對性捕撈，或作為有價值的混獲而被抓上岸。同時，印尼海域長期存在開發與汙染問題，在爪哇扁魟發現地——雅加達灣一帶尤其嚴重，高達九成的海岸線出於養殖漁業、農業、工業、城市擴張等用途被開發，加上雅加達等城市的汙染物直接或間接排入海中，引發優養化與重金屬汙染，致使沿海棲地急速退化。
2006年，國際自然保護聯盟（IUCN）首次將爪哇扁魟載入紅皮書，評估報告將之列為極危物種，強調該物種面臨嚴峻的生存挑戰，很可能已經滅絕。一支跨國研究團隊則自2001年起，陸續在印尼多個海域，以及主要的卸魚地點進行廣泛調查，惟截至2023年3月，均未發現任何爪哇扁魟。鑑於沉重的捕撈壓力與極度惡劣的棲地品質，加之生活史長、子代數少，分布又侷限在地形平坦、缺乏庇護的爪哇海，該團隊計算出爪哇扁魟在2023年的平均滅絕率高達97%，遠高於紅皮書設定的滅絕標準。因此，IUCN在2023年12月公布新的評估報告，將爪哇扁魟改列為滅絕等級，是史上第一種被證實因人類活動而滅絕的海水魚。